# 荆竹瑶族乡
荆竹瑶族乡，是中华人民共和国湖南省永州市蓝山县下辖的一个乡镇级行政单位。

## 行政区划
荆竹瑶族乡下辖以下地区：
友爱村、十里村、新寨村、荆竹村、沙落村、大坦村、蒲林村和石壁村。